# جان زاریتسکی
جان زاریتسکی (انگلیسی: John Zaritsky؛ زادهٔ ۱ ژانویه ۱۹۴۳ – ٣۰ مارس ٢٠٢٢)فیلم‌نامه‌نویس و تهیه‌کننده اهل کانادا بود. فیلم او فقط یک بچه گمشده دیگر (۱۹۸۲) برنده جایزه اسکار بهترین فیلم مستند شد.